# 베를린 베스트하펜역
베를린 베스트하펜역(Bahnhof Berlin Westhafen)역은 베를린 미테구 모아비트에 있는 베를린 순환선 및 베를린 U9의 철도역이다.

## 순환선
1898년 10월 1일 베를린 순환선상의 푸틀리츠슈트라세역(Putlitzstraße)으로 개업했다. 같은 이름의 도로 및 교량 근처에 있다. 1894년 여객 목적으로 폐쇄되어 화물 전용역이 된 지멘스슈트라세(Siemensstraße)/크비초슈트라세(Quitzowstraße)에 있는 모아비트역의 대체 역사로 건설되었다. 푸틀리츠슈트라세역은 자칭 "쾨페니크의 대위"(Hauptmann von Köpenick)였던 제화공 프리드리히 빌헬름 포이크트(Friedrich Wilhelm Voigt)의 사기 행각의 시발점이기도 했다. 여기에서 쾨페니크 방면으로 운행하는 열차의 2등석(그의 10명 규모의 "군대"는 3등석)에 탑승하여 당시 시 재정에서 3577.45 마르크를 갈취했다. 이 행각은 카를 추크마이어의 희극 《쾨페니크의 대위》에도 등장했다.
푸틀리츠슈트라세역의 승강장은 원래는 2면이 설치되어 있었으며, 푸틀리츠교 동쪽에 설치된 승강장은 순환선 열차, 푸틀리츠교 서쪽에 설치된 승강장은 함부르크선 및 레어테선 열차를 처리했다. 붉은 벽돌로 된 대합실이 설치되었다. 1929년 2월 1일에 S반 전동차 운행이 시작되었다. 1930년대 후반 독일국영철도에서는 역 남쪽에 모아비트 화물역과 연결되는 추가 승강장을 건설하여 절멸 수용소로의 열차 처리를 준비했다.
제2차 세계 대전으로 대합실 건물이 파괴되었다. 종전 이후에는 절멸 수용소로의 열차 기념물이 설치되었다. 근교선 열차가 출발했던 베를린 레어테역의 폐역에 따라서 1952년에는 근교선 승강장이 폐쇄되었고 1961년에는 완전히 철거되었다. 슈판다우 베스트 방면으로 향했던 근교선 열차는 이후 순환선 승강장에서 출발하게 되었다. 1966년에는 당시까지 임시 유지 보수만 진행된 채 남아 있었던 대합실 건물이 철거되었다. 그 후에는 평범한 대합실이 재건축되었다. 1976년 푸틀리츠교 재건축에 의해서 대합실이 다시 철거되었으며, 1979년에는 도로변 양쪽으로 연결되는 계단이 건설되었다. 역 재건축 과정에서 승강장이 100 m 서쪽으로 연장되어 지하철과의 환승 거리를 단축시켰다. 1980년 독일국영철도 파업으로 인하여 S반 영업이 중단되었다.
독일의 재통일 이후 순환선 북부 구간 복구가 계획되면서 지하철 환승 통로가 복구되었다. 1999년 12월 19일부터 S반 영업이 재개되었으며 역 명칭도 베스트하펜으로 개칭되었다. 2002년 6월 순환선이 완전 복구되면서 게준트브루넨역까지 통행이 복구되었다. 향후 중앙역으로 연결되는 S21 노선 건설이 예정되어 있다.
S반 승강장에는 1인 승무를 위한 ZAT-FM이 설치되어 있다.
S반 정차역 북서쪽으로 베를린 서항(Westhafen)의 화물역과 컨테이너 야적장이 연결되어 있다.

## 도시 철도
U9 도시 철도역은 베를린 장벽 건설 몇 주 후인 1961년 8월 28일 개통했다. 개통 당시 이름은 푸틀리츠슈트라세(Putlitzstraße)였다. 역사 설계는 브루노 그리메크(Bruno Grimmek)가 담당했다. 승강장 길이는 110 m이다. 냉전기 건설된 S반과의 인접 역사처럼 건설 당시에는 S반과의 환승이 고려되지 않았으나, 1975년에 S반 승강장과의 환승 통로가 개통되었다.
1992년에 베스트하펜역으로 개칭되었다. 2000년에는 프랑수아즈 셰인(Françoise Schein)과 바바라 라이터(Barbara Reiter)의 프로젝트 《INSCRIRE – die Menschenrechte schreiben》에 따라서 역 공간이 재단장되었다. 승강장 벽면에는 독일어판 세계 인권 선언의 인용문이 장식되어 있다. 프로젝트의 일부로 파리 메트로(콩코르드역), 브뤼셀 메트로, 스톡홀름 지하철, 리스본 지하철에도 비슷한 역사가 있다. 역 출입구에는 하인리히 하이네의 인용문이 독일어와 프랑스어로 장식되어 있다. 개보수 과정에서 엘리베이터가 설치되었다.

## 인접 철도역
| 베를린 S반                                | 베를린 S반 | 베를린 S반                             |
| ----------------------------------------- | ---------- | -------------------------------------- |
| 보이셀슈트라세 반시계방향 순환            | S41 · S42  | 베딩 시계방향 순환                     |
| 베를린 지하철                             |            |                                        |
| 비르켄슈트라세 라트하우스 슈테글리츠 방면 | U9         | 암루머 슈트라세 오슬로어 슈트라세 방면 |